# Gone Is Love
Gone Is Love (с англ. — «Ушла любовь») — студийный альбом эстрадного оркестра под управлением Поля Мориа. Издан на пластинке в 1970 году компанией Philips Records (каталожный номер 600345). Одноимённая заглавная композиция издана в виде сингла (номер 40683) и заняла высокие позиции в хит-параде Easy Listening Top-40. В 1975 году альбом переиздан в СССР.
В рецензии американского журнала Billboard альбом оценивается также высоко, как и всё творчество Поля Мориа — утончённый и приятный для прослушивания сборник блестящих аранжировок. 19 сентября 1970 года альбом вошёл в список хитов Billboard Top LPs и три недели удерживался на 184 позиции.
В СССР альбом впервые был издан в 1975 году под названием «Оркестр Поля Мориа. Франция».
Список композиций
| №                   | Название | Автор(ы)                   | Длительность |
| ------------------- | --- | -------------------------- | ------------ |
| 1.                  | «Gone Is Love» (Любовь ушла)                                                                                  | Дж. Рид, Дж. Склеров       | 2:35         |
| 2.                  | «Home Again» (Снова дома)                                                                                     | Дж. Рид, Дж. Склеров       | 3:03         |
| 3.                  | «My House and the River» (Мой дом и река)                                                                     | П. Мориа                   | 2:53         |
| 4.                  | «Could This Be Me» (Мог ли это быть я?)                                                                       | Дж. Дзаммо                 | 3:32         |
| 5.                  | «Raindrops Keep Fallin’ on My Head» (Все капли дождя мои)                                                     | Б. Бакарак, Х. Дэвид       | 2:47         |
| 6.                  | «I Gotta Get Back to Lovin’ You» (Я должен снова полюбить тебя)                                               | П. Лека, Дж. Рид           | 3:30         |
| 7.                  | «Bridge Over Troubled Water» (Мост над бурными водами)                                                        | П. Саймон                  | 3:00         |
| 8.                  | «She Is a Little Bit Sweeter» (Она немного лучше)                                                             | П. Лека                    | 2:15         |
| 9.                  | «Let It Be» (Пусть будет)                                                                                     | П. Маккартни, Дж. Леннон   | 2:55         |
| 10.                 | «Classical Gas (англ.)» (Классическая отгадка)                                                                | М. Уильямс (англ.)         | 2:50         |
| 11.                 | «Medley: Bridge Over Troubled Water + Let It Be» (вариации на темы «Мост над бурными водами» и «Пусть будет») | Саймон / Маккартни, Леннон | 4:23         |
| Общая длительность: | Общая длительность:                                                                                           | Общая длительность:        | 33:43        |